# Museo de Bellas Artes de Bilbao

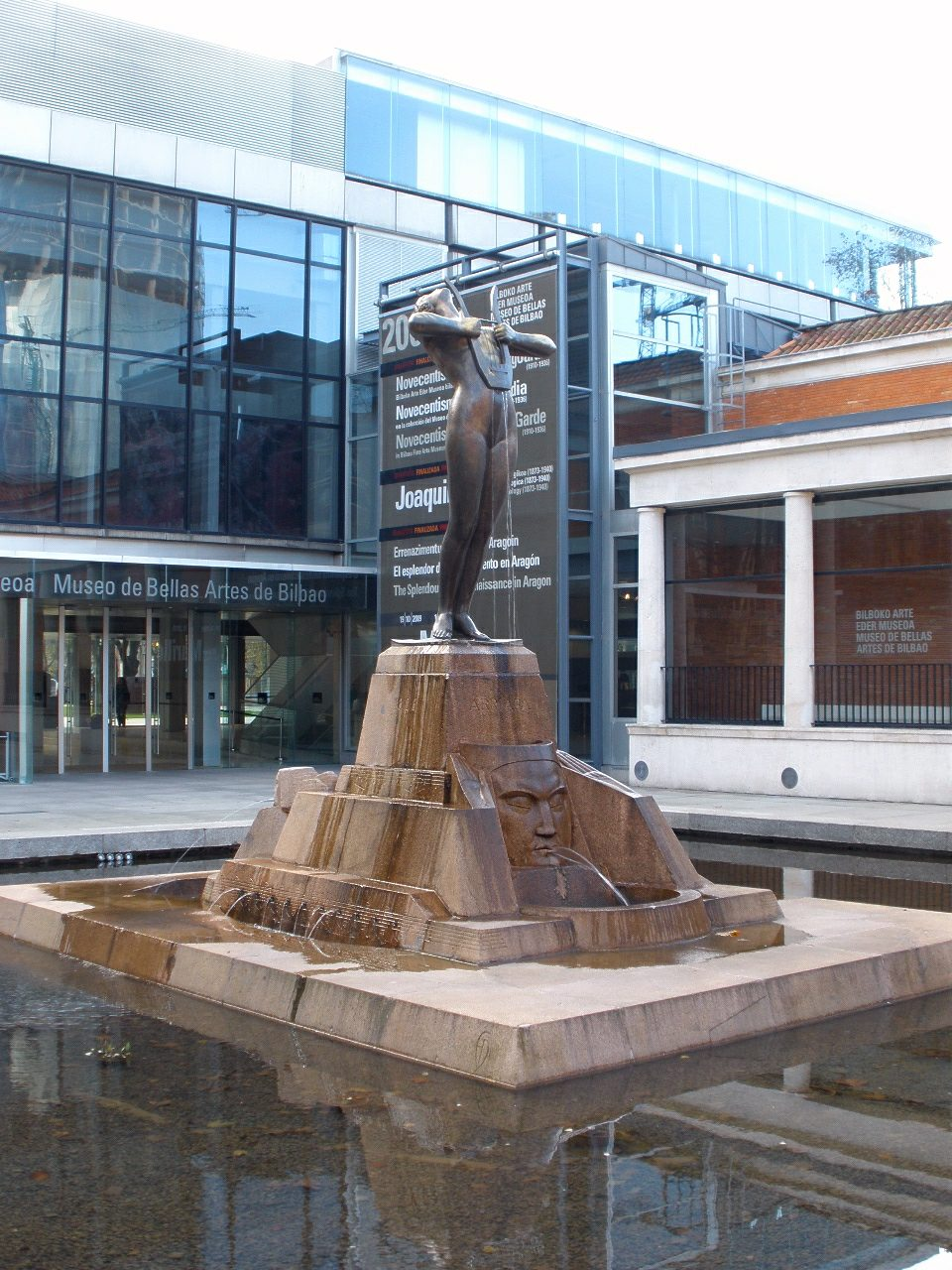
Skulptur Monumento a Arriaga von Paco Durrio vor dem Museum

Das Museum der schönen Künste in Bilbao (baskisch: Bilboko Arte Ederren Museoa) ist eines der bedeutendsten Museen in Spanien und zählt mehr als 8000 Arbeiten zu seiner Sammlung, die unterschiedliche zeitliche Perioden vom 12. Jahrhundert bis heute abdecken. Die Sammlung enthält alte, moderne und zeitgenössische Kunst und zeigt u. a. einige Malereien der Spanischen und Flämische Schule sowie eine Sammlung Baskischer Künstler.

## Baskische Künstler
Das Museum in Bilbao besitzt nicht nur die bedeutendste Sammlung von Werken Baskischer Künstler, sondern ist auch die bedeutendste Einrichtung, was die Sammlung von Dokumenten und Information über die Künstler selbst. Der Maler Manuel Losada aus Bilbao war einer der größten Förderer des Museums und sein erster Direktor. Aurelio Arteta, ebenfalls ein Maler aus Bilbao, war der erste Direktor des Museo de Arte Moderno. Die Sammlung des heutigen Museums ist eine Zusammenfassung der Sammlung des Museo de Bellas Artes, gegründet 1914, und des Museo de Arte Moderno von 1924. Zusätzliche Werke erhielt das Museum von lokalen Institutionen und privaten Spendern, sowie durch Zukäufe des Museums selbst, die zur Profilierung der Sammlung beitrugen.

## Ausgestellte Künstler und Bilder

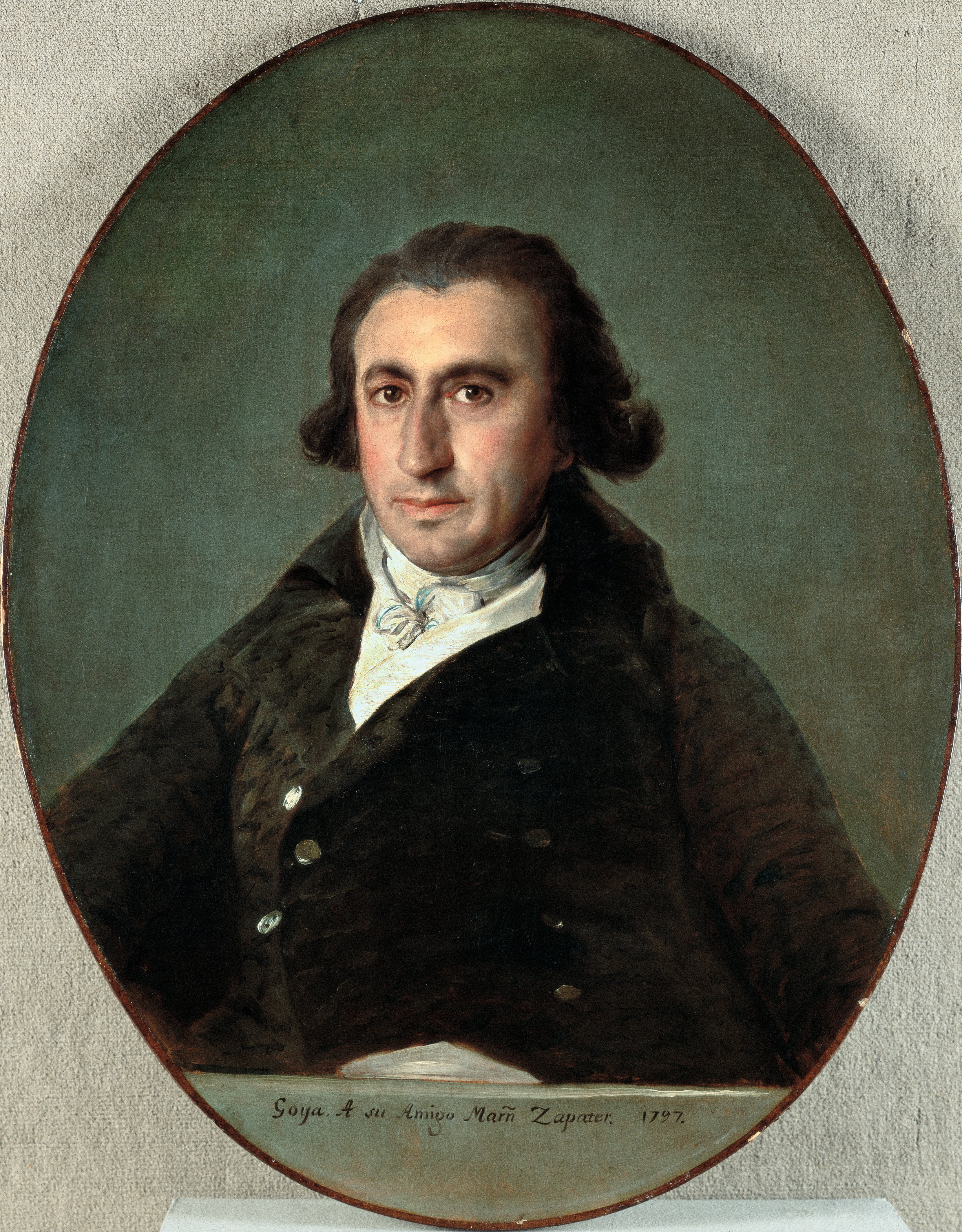
Francisco de Goya y Lucientes – Porträt von Martín Zapater (1797)

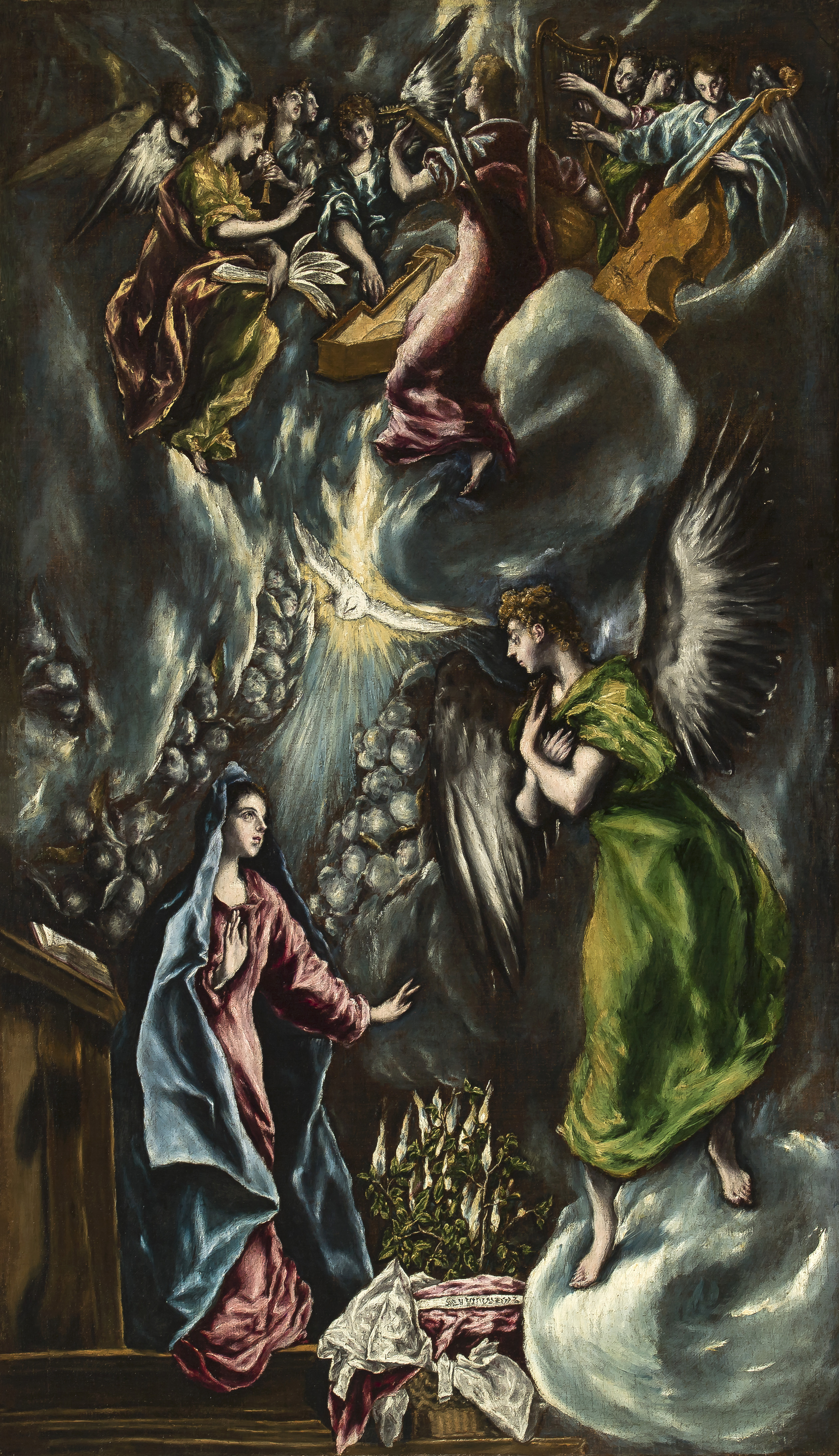
El Greco – Anunciación, 1597–1600 (Bilbao)

In den Hallen des Museums werden Werke u. a. folgender Künstler gezeigt:
- Bartolomé Bermejo: The Flagellation Of St. Engracia, 1474–1477
- Ambrosius Benson: Pietà At The Foot Of The Cross, 1530
- Lucas Cranach der Ältere: Lucretia, 1534
- Jan Mandijn: Burlesque Feast, 1550
- Hans Vredeman de Vries: Architectural Fantasy with Figures
- Martin de Vos: Der Raub der Europa, 1590
- Anthonis Mor: Porträt Philipp II., 1549–1550
- Alonso Sánchez Coello: Porträt von Juana von Österreich, Prinzessin von Portugal, 1557
- El Greco: The Annunciation, 1596–1600
- Frans Pourbus: Porträt von Maria De’ Medici, 1606–1607
- Orazio Gentileschi: Lot und seine Töchter, 1628
- Jusepe de Ribera
- Zurbarán
- Anton van Dyck
- Bartolomé Esteban Murillo
- Juan de Arellano: Kleiner Blumenkorb, 1671
- Luis Eugenio Meléndez: Stilleben mit Früchten und Krug, 1773
- Bernardo Bellotto
- Francisco de Goya: Porträt von Martín Zapater, 1797
- Luis Paret: Blick auf El Arenal in Bilbao, 1783–1784
- Jenaro Pérez Villaamil:[1] General View of Toledo From The Cross of …, 1836
- Augustin Théodule Ribot: Still Life with Pumpkin, Plums, Cherries, Figs And …, 1860
- Eduardo Zamacois: The Untimely Visit, 1868
- Federico de Madrazo: Porträt von Federico de Madrazo malend, 1875
- Paul Gauguin: Washerwomen In Arles, 1888
- Mary Cassatt: Woman Sitting With A Child In Her Arms, 1890
- Joaquín Sorolla: Porträt von Unamuno, 1912
- Adolfo Guiard: Little Village Girl With Red Carnation, 1903
- James Ensor
- Darío de Regoyos: Bathing in Rentería, 1900
- Joaquim Sunyer: Desnudo en el campo, 1925
- Arteta
- Gutiérrez Solana
- Vázquez Díaz
- Lipchitz
- Robert Delaunay: Femme Nue Lisant (Nude Woman Reading), 1920
- González
- Pablo Gargallo: El Profeta, Skulptur, 1933
- Francis Bacon
- Palazuelo
- Jorge Oteiza: Skulpturen, Grab-Steelen
- Eduardo Chillida: Skulptur (vor dem Museum)
- Anthony Caro: Skulptur
- Richard Serra: Bilbao, Skulptur, 1983
- Manolo Millares
- Antoni Tàpies
- Antonio Saura
- Markus Lüpertz
- Kitaj
- Peter Blake
- Eduardo Arroyo
- Miquel Barceló
- Ignacio Zuloaga: Porträt der Countess Mathieu de Noailles – ca. 1913
- Julio Romero de Torres: Venus der Poesie, 1913
- Paco Durrio